# Université du Wisconsin à River Falls
L'université du Wisconsin à River Falls (anglais : University of Wisconsin–River Falls) est une université située à River Falls, dans le Wisconsin.